# 荒木則行
荒木 則行（あらき のりゆき、1970年11月23日 - ）は日本の風景写真家、カメラマン。 愛媛県新居浜市出身。1995年から広島県三原市在住。2013年頃、カメラマンネームとしてアラキカゲロウを名乗っている。
1990年 東京工芸大学短期大学部卒業。在学中からカメラマンとして活動を始め、卒業後にカメラマンアシスタントを経てフリーランスとなり、名所旧跡や風景撮影に取り組む。、国四国地方に的をしぼり、空撮にも取り組むほか、写真週刊誌での仕事なども請け負った。
2005年にポーランドのクラクフで個展「この国のかたち」を開催。同国の映画監督アンジェ・ワイダの知己を得る。
20011年からポッドキャスト「フォトラリズム - Photoralism 」の配信を開始、グラフィックデザイナーの金子アムリ、クリエイティブディレクターのヤマモトマサル」とともに2019年まで続けた。
2014年に写真集アプリケーション『潜む森へ』を制作、AppStoreを通じて配信した。
2020年11月と2021年11月に日本画家西田俊英との二人展「気配の風景展」を島根県の今井美術館で開催予定もコロナ禍のために断念、無期延期となる。
スタジオジブリ企画展などで「借りぐらしのアリエッティ」「巨神兵東京に現わる」、「江戸東京たてもの園」「ジブリパークとジブリ展　公式パンフレット」などの図録撮影を担当。

## 作品発表歴
- 2005年  個展「この国のかたち」（Manggha Centre of Japanese Art & Technology, ポーランド）[6]
- 2006年  個展「潜む森」（キヤノンギャラリーS, 品川）
- 2014年 -個展「The Holy Lake 湖面にて」（FINE PHOTO GALLERY ENTRE DEUX、ホテル椿山荘東京内）
- 2017年  個展「刻印」（キヤノンギャラリー銀座、大阪に巡回）[7]
- 2023年  個展「水の州（くに）へ」（神戸阪急・美術画廊）[8]
- 2024年  個展「惚れ直す」（広島福屋本店・美術ギャラリー）
- 2025年  個展「続・水の州（くに）へ」（神戸阪急・美術画廊

作品掲載誌
- 雑誌 「家庭画報」、「サライ」、「ナショナルジオグラフィック」「Discover Japan（ディスカバー・ジャパン）」、「カンパイ広島県！広島秘境ツアーズ」、など多数。

カレンダー
- クラボウ（倉敷紡績株式会社）
- 山口フィナンシャルグループ
- 株式会社十八親和銀行

## 審査員
- なつかしの国岩見（いわみ）写真コンテスト
- 夢街道ルネサンスフォトコンテス

## 作品アーカイブ
- キヤノンフォトコレクション
- 今井美術館